# Ventiquattro generali di Takeda Shingen

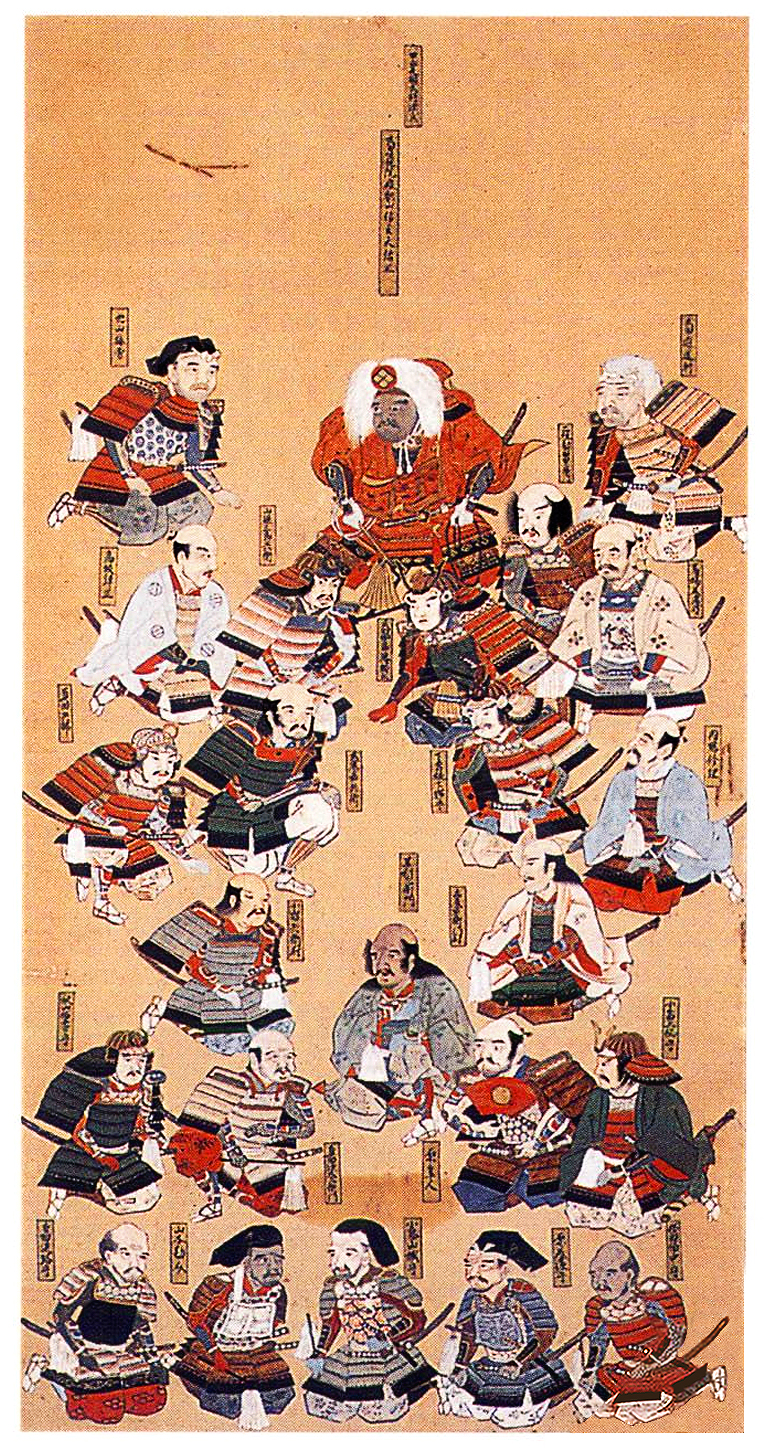
I ventiquattro generali, rappresentati ed identificati su una pergamena dipinta.

I ventiquattro generali (武田二十四将?, Takeda Nijūshi-shō) sono stati uno dei tanti gruppi storicamente conosciuti di comandanti militari del periodo Sengoku in Giappone. Questi uomini erano i più fidati comandanti delle truppe di Takeda Shingen. Un terzo di loro perse la vita durante le diverse fasi della celebre battaglia di Nagashino del 1575, nella quale guidarono le forze di Takeda contro Oda Nobunaga.

## I ventiquattro generali
- Akiyama Nobutomo - attivo durante l'invasione della Provincia di Shinano, e secondo in comando dell'esercito Takeda, era uno dei pochi fuori dal controllo diretto di Takeda, perché non amava essere sotto l'autorità.
- Amari Torayasu - morì nella battaglia di Uedahara del 1548.
- Anayama Nobukimi - dopo la battaglia di Mikatagahara e la battaglia di Nagashino, passò dalla parte di Tokugawa Ieyasu e lo aiutò a sconfiggere Takeda Katsuyori.
- Baba Nobuharu - combatté la battaglia di Mikatagahara e comandò l'avanguardia dell'ala destra dell'esercito Takeda nella Battaglia di Nagashino, nella quale perse la vita.
- Hara Masatane - morì nella battaglia di Nagashino del 1575.
- Hara Toratane - partecipó alle diverse battaglie di Kawanakajima, nelle quali si scontrò con le truppe di Uesugi Kenshin; morì nella quinta ed ultima battaglia di Kawanakajima.
- Ichijō Nobutatsu - fratello più giovane di Shingen, prese parte alla Battaglia di Nagashino.
- Itagaki Nobukata - morì nella battaglia di Uedahara del 1548.
- Kōsaka Danjō Masanobu - ebbe un ruolo di spicco durante la quarta battaglia di Kawanakajima, ma non fu presente a Nagashino; si ritiene sia stato l'artefice di gran parte del Kōyō Gunkan.
- Naitō Masatoyo - presente sia a Mikatagahara, dove guidò una carica verso le truppe Tokugawa, che in prima linea a Nagashino; nel corso di questa battaglia, fu colpito più volte da frecce, ed infine decapitato da Asahina Yasukatsu.
- Obata Toramori - nel corso di 30 battaglie subì una quarantina di ferite. Dopo la quinta battaglia di Kawanakajima nel 1561, fece ritorno al castello di Kaizu dove, a causa di una malattia relativamente avanzata morì nel giugno di quello stesso anno.
- Obata Masamori - condusse il contingente principale (500 unità di cavalleria e 1 000 ashigaru al centro dello schieramento) nella battaglia di Nagashino, nella quale perì.
- Obu Toramasa - conosciuto come la tigre selvaggia di Kai, fu sospettato di manipolare il figlio di Takeda Shingen, Takeda Yoshinobu e nel 1565 gli fu ordinato di commettere seppuku.
- Oyamada Nobushige - prese parte alle battaglie di Kawanakajima, Mikatagahara, Nagashino e Temmokuzan; nel 1582 tradì il clan Takeda, ma quando entrò nel campo del clan Oda fu giustiziato da Horio Yoshiharu, un ufficiale di Oda Nobunaga.
- Saigusa Moritomo - prese parte alle battaglie di Mikatagahara e Nagashino; morì in quest'ultima nel 1575.
- Sanada Yukitaka - nonno del leggendario samurai Sanada Yukimura, daimyō della provincia di Shinano fu sottomesso a Shingen dopo una lunga e difficoltosa lotta.
- Sanada Nobutsuna - figlio maggiore di Sanada Yukitaka, comandò 200 samurai a cavallo nella battaglia di Nagashino, in cui perse la vita.
- Tada Mitsuyori - prese parte a più di 29 battaglie sotto il comando di Shingen; morì malato nel 1563.
- Takeda Nobushige - fratello minore di Shingen, morì nella quarta battaglia di Kawanakajima nel 1561.
- Takeda Nobukado - fratello di Shingen, morì al comando di truppe al centro dello schieramento Takeda nella battaglia di Nagashino.
- Tsuchiya Masatsugu - combatté a Mikatagahara; cadde nella battaglia di Nagashino. I suoi tre figli seguirono Takeda Katsuyori fino alla morte nella battaglia di Temmokuzan nel 1582.
- Yamagata Masakage - fratello minore di Obu Toramasa, era conosciuto per la sua abilità in battaglia e per la sua armatura rosso fuoco; combatté a Mikatagahara e prese parte all'Assedio di Yoshida. Perse la vita nella battaglia di Nagashino nel 1575, insieme alla sua famosa unità di cavalleria in armatura rosso fuoco.
- Yamamoto Kansuke - stratega della quarta battaglia di Kawanakajima, nella quale morì.
- Yokota Takatoshi - morì nell'Assedio di Toishi del 1550.